# Albert Duckstein
Albert Duckstein (* 25. August 1897 in Linden; † 14. März 1960 ebenda) war ein deutscher Politiker (NSDAP).

## Leben
Duckstein war ungelernter Waldarbeiter und lebte in Linden bei Wolfenbüttel. Frühzeitig interessierte er sich für nationalsozialistisches Gedankengut, trat zum 7. September 1925 der NSDAP (Mitgliedsnummer 18.059) sowie im selben Jahr der SA bei und wurde zum Kreisleiter in Wolfenbüttel ernannt. 1932 erfolgte seine Ablösung durch Kurt Bertram. Er vertrat die NSDAP im Freistaat Braunschweig als Landtagsabgeordneter in der 6. Wahlperiode von 1930 bis 1933.
Duckstein war ab April 1934 als Beitragserheber bei der AOK Wolfenbüttel tätig. Er wurde 1935 Gemeindevorsteher in Linden und war ab 1937 Betriebsassistent und Bürgermeister. Von 1939 bis 1945 nahm er als Soldat am Zweiten Weltkrieg teil, zuletzt als Leutnant.
Duckstein wurde am 9. Juni 1945 in Linden verhaftet, drei Tage später per Weisung der britischen Militärregierung von der AOK entlassen und anschließend im Lager Fallingbostel interniert. Nach seiner Entlassung arbeitete er ab 1947 als Friedhofsgärtner in Wolfenbüttel. 1951 wurde er im Zuge eines Entnazifizierungsverfahrens in die Kategorie IV: „Mitläufer“ eingestuft.